# Rescue Georg Lysell
Rescue Georg Lysell är en svensk sjöräddningsbåt av Gunnel Larssonklass, som är stationerad på Räddningsstation Smögen.
Båten byggdes 2017 av Swede Ship Composite AB i Hunnebostrand. Den är 8,4 meter lång och 2,4 meter bred, och har ett deplacement på 3,2 ton.